# Wu Li

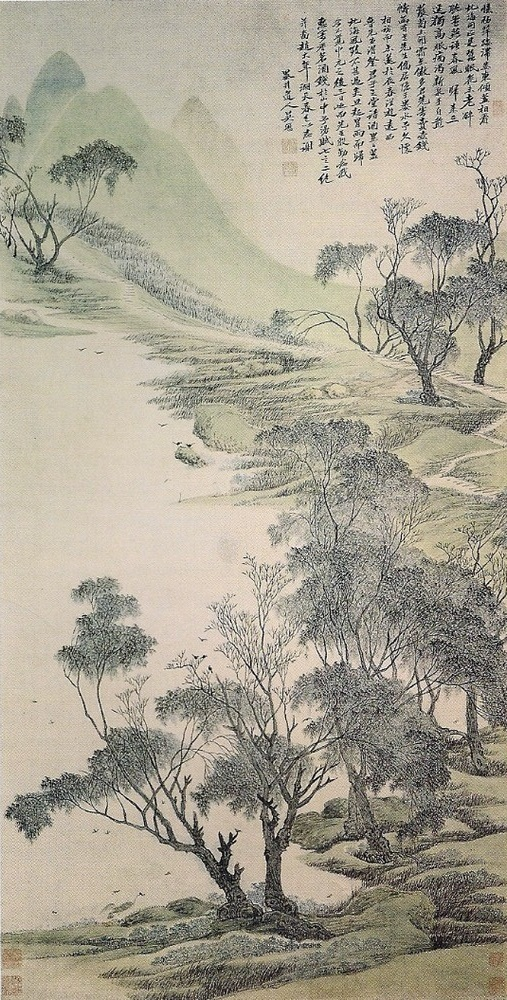
De lente begint bij het meer, hangende rol in de collectie van het Shanghai-museum

Wu Li (traditioneel Chinees: 吳歷; 1632–1718) was een Chinees kunstschilder, dichter en kalligraaf die actief was tijdens de vroege Qing-periode. Zijn omgangsnaam was Yushan (漁山) en zijn artistieke naam Mojing Daoren (墨井道人).

## Biografie
Wu Li werd in 1632 geboren in Changshu, in de provincie Jiangsu. Hij en Wang Hui (1632–1717) kregen van Wang Jian (ca. 1598–1677) en Wang Shimin (ca. 1592–1680) les in het schilderen van shan shui-landschappen. Wu's schilderstijl was nauw verwant aan die van Wang Jian en was voor een deel beïnvloed door de Yuan-meesters Wang Meng (1308–1385) en Wu Zhen (1280–1354). Na 1679 bekeerde Wu zich tot het christendom. In 1688 werd hij in Macau geordineerd als Jezuïetenpriester. Even is er sprake van geweest dat hij samen met Philippe Couplet en Shen Fu-Tsung naar Europa zou reizen, maar de lange zeereis werd voor hem als te zwaar beschouwd. De rest van zijn leven wijdde Wu aan missionariswerk in Jiansu en Shanghai.

## Erkenning
Wu Li wordt gerekend tot de canon van de Zes Meesters van de vroege Qing-periode. Deze zes kunstenaars worden beschouwd als de meest toonaangevende kunstschilders van de orthodoxe stroming binnen de Zuidelijke School van onafhankelijke literati. De overige vijf waren de bloemenschilder Yun Shouping (1633–1690) en de 'Vier Wangs': Wang Shimin, Wang Jian, Wang Yuanqi (1642–1715) en Wang Hui.
- Bibsys: 90843892
- Gemeinsame Normdatei: 119198134
- International Standard Name Identifier: 0000 0000 8232 2855
- KulturNav: 467ea04a-0928-48c5-bcdb-c789c507d2d7
- Library of Congress Control Number: n81109063
- Nationale bibliotheek van Australië: 36607037
- Nationale Bibliotheek van Israël: 987007440242405171
- Nederlandse Thesaurus van Auteursnamen: 180973339
- Système universitaire de documentation: 158868498
- Trove: 1323795
- Union List of Artist Names: 500125706
- Virtual International Authority File: 52493821
- WorldCat: E39PBJvd9grGdWQw9pptRkRHYP